# Foxtrot (film, 2017)
Pour les articles homonymes, voir Foxtrot.
Pour plus de détails, voir Fiche technique et Distribution.
Foxtrot (en hébreu פוֹקְסטְרוֹט) est un film dramatique coproduit internationalement en 2017, écrit et réalisé par Samuel Maoz. Il met en vedette Lior Ashkenazi et Sarah Adler dans le rôle d'un couple qui apprend que leur fils, un soldat de Tsahal, a été tué au combat.
Le film a été projeté en compétition au 74ème Festival International du Film de Venise où il a remporté le Grand Prix du Jury, Lion d'Argent. Il a également été projeté dans la section Présentations spéciales du Festival international du film de Toronto 2017. Il a remporté le prix Ophir du meilleur film, devenant ainsi la candidature israélienne pour le meilleur film en langue étrangère à la 90e cérémonie des Oscars.

## Synopsis
Michael et Daphna Feldman, un couple aisé de Tel-Aviv, apprennent que leur fils, Jonathan, un soldat, est décédé dans l'exercice de ses fonctions. Les Forces de défense israéliennes refusent d’informer les parents désemparés, où et comment Jonathan est mort, ni si son corps a été retrouvé. Quelques heures plus tard, ils sont informés d'un ton presque neutre qu'il y a eu une confusion et que c'est un autre Jonathan Feldman qui a été tué. Michael en colère exige que Tsahal autorise Jonathan à rentrer chez lui. Bien qu'ils promettent que Jonathan reviendra le lendemain, Michael exige que son fils revienne immédiatement et demande une faveur pour accélérer le retour de Jonathan.
Dans un avant-poste isolé, Jonathan et trois autres soldats gardent un check-point en plein désert. Ils passent leurs nuits dans un conteneur aménagé qui bascule lentement dans la boue. Pour passer le temps, Jonathan raconte comment son père a troqué un héritage précieux qui avait été préservé pendant l'holocauste contre un magazine porno. Tard dans la nuit, Jonathan tue accidentellement tous les occupants d'une voiture de Palestiniens après qu'un des soldats a cru à un attentat lorsqu'une canette de bière tombée de la voiture a été prise pour une grenade. Après avoir signalé l'accident à leur hiérarchie, des officiers supérieurs de Tsahal arrivent avec un bulldozer pour effacer la bavure en enterrant la voiture avec ses occupants décédés à l'intérieur. Les hommes sont avertis par un officier supérieur de Tsahal de ne pas révéler l'affaire. A la fin de leur discussion, l'officier de Tsahal reçoit un appel l'informant de la requête de Michael et dit à Jonathan qu'il rentrera chez lui avec lui.
Six mois plus tard, Michael et Daphna se retrouvent pour le vingtième anniversaire de leur fils. On apprend que Jonathan est mort sur le chemin du retour et que Michael et Daphna se sont séparés car tous les deux n'ont pas supporté que l'impatience de Michael ait pu être la cause de la mort de Jonathan. Tout en fumant un pétard, Michael et Daphna échangent sur la signification du dernier dessin de leur fils, l'illustration d'un bulldozer transportant une voiture, chacun suggérant que son conjoint est le bulldozer et lui la voiture. Michael admet alors que pendant son séjour dans l'armée, il a été témoin de la mort de plusieurs membres de son unité, pour laquelle après réflexion il se reproche une part de responsabilité. Il considère finalement la naissance de Jonathan comme une absolution pour ces décès tandis que de son côté Daphna se reproche d'avoir mis Jonathan au monde car elle avait refusé cette grossesse et voulait avorter.
Dans la scène finale, alors que Jonathan est ramené à Tel Aviv, le véhicule militaire dans lequel il roule sur une route désertique étroite et défoncée fait un écart pour éviter un chameau et dévale un talus.

## Fiche technique
Sauf indication contraire, les informations mentionnées dans cette section peuvent être confirmées par les bases de données cinématographiques IMDb et Allociné,  présentes dans la section « Liens externes ».
- Titre : Foxtrot
- Réalisation : Samuel Maoz
- Scénario : Samuel Maoz
- Musique : Amit Poznansky et Ophir Leibovitch
- Direction artistique : Eyal Elhadad et Francis Kiko Soeder
- Décors : Arad Sawat
- Costumes : Laura Sheim
- Montage : Arik Lahav-Leibovich et Guy Nemesh
- Photographie : Giora Bejach
- Son : Alex Claude
- Production : Marc Baschet, Viola Fügen, Cédomir Kolar, Eitan Mansuri, Michel Merkt et Michael Weber
- Pays d'origine :  Israël
- Langues originales : hébreu et allemand
- Format : couleur - 2,35:1 - Dolby Digital
- Genre : drame
- Dates de sortie :
  - Israël : 28 août 2017 (première à Tel Aviv) ; 6 septembre 2017 (Israeli Cinema Day) ; 21 septembre 2017 (sortie nationale)
  - Italie : 2 septembre 2017 (Mostra de Venise) ; 22 mars 2018 (sortie nationale)
  - France : 17 avril 2018 (première à Paris) ; 25 avril 2018 (sortie nationale)

## Distribution
- Lior Ashkenazi : Michael Feldmann
- Sarah Adler : Daphna Feldmann
- Yonaton Shiray : Jonathan
- Shira Haas : Alma
- Eden Gamliel : Maria
- Irit Kaplan : femme sous la pluie

## Distinctions

### Récompenses
- Mostra de Venise 2017 : Lion d'argent - Grand prix du jury
- Ophirs du cinéma 2017 : meilleur film, meilleur réalisateur (Samuel Maoz), meilleur acteur (Lior Ashkenazi), meilleure musique (Amit Poznansky et Ophir Leibovitch), meilleurs décors (Arad Sawat), meilleur montage (Arik Lahav-Leibovich), meilleure photographie (Giora Bejach), meilleur son (Alex Claude)

### Nominations
- Ophirs du cinéma 2017 : meilleur scénario (Samuel Maoz), meilleure actrice dans un second rôle (Shira Haas), meilleurs costumes (Laura Sheim), meilleur casting (Chamutal Zerem), meilleur maquillage (Orly Ronen)